# Jamboree Nacional Escoteiro
O Jamboree Nacional Escoteiro é um evento, ou jamboree, de milhares de membros dos Escoteiros do Brasil, geralmente realizado a cada três anos e organizado pela União dos Escoteiros do Brasil. Escoteiros de todo o país têm a oportunidade de participar do evento, podendo incluir também participantes internacionais. Eles são considerados uma das várias experiências únicas que o Movimento Escoteiro oferece, onde jovens se reúnem para compartilharem experiências, participarem de atividades ao ar livre, aprenderem sobre outras culturas e fortalecerem os laços de amizade e fraternidade. O primeiro Jamboree Nacional Escoteiro brasileiro aconteceu em Navegantes - SC e atraiu mais de dois mil escoteiros.

## Histórico
Os jamborees dos Escoteiros Nacionais foram realizados em vários locais diferentes. 
| Edição | Ano  | Tema/Notas                                                                 | Datas               | Localização         | Participantes (estimado) |
| ------ | ---- | -------------------------------------------------------------------------- | ------------------- | ------------------- | ------------------------ |
| 1      | 1998 | "Ao encontro do futuro"                                                    | 25 a 31 de janeiro  | Navegantes - SC     | 2300                     |
| 2      | 2003 | "Celebrando a vida"                                                        | 13 a 18 de julho    | Fortaleza – CE      | 2641                     |
| 3      | 2006 |                                                                            | 16 a 21 de julho    | Brasilia - DF       | 1200                     |
| 4      | 2009 | "Construindo um mundo melhor"                                              | 10 a 17 de janeiro  | Foz do Iguaçú - PR  | 4000                     |
| 5      | 2012 | "Muitas origens, um só país"                                               | 15 a 20 de julho    | Rio de Janeiro - RJ | 5000                     |
| 6      | 2015 | "O mundo que queremos"                                                     | 11 a 16 de janeiro  | Parnamirim - RN     | 4100                     |
| 7      | 2018 | “Explorando novos caminhos”                                                | 15 a 21 de julho    | Barretos - SP       | 5200                     |
| 8      | 2020 | "Mundo digital, solidariedade sem fronteira" (1º Jamboree Nacional online) | 11 a 13 de setembro | Brasil (online)     |                          |
| 9      | 2024 | "Cem anos de aventuras"                                                    | 13 a 19 de julho    | Barretos - SP       |                          |

## Organização
Os jovens inscrevem-se no jamboree através de um processo de inscrição online pela plataforma da UEB. Os escoteiros devem ter pelo menos 11 anos de idade no primeiro dia do jamboree e o máximo de 18 anos incompletos. Após o período de inscrição os jovens são divididos entre patrulhas e tropas. No evento cada tropa é acompanhada por um ou mais adultos (chamados de escotistas ou chefes escoteiros). No evento os participantes recebem um kit com um lenço (classificado por cores dependendo da categoria da participação) e o distintivo com o emblema do Jamboree. Participantes com mais de 18 anos participam do evento como escotista ou membro da equipe de serviço (staff).

## Tradições do Jamboree

### Troca de distintivos

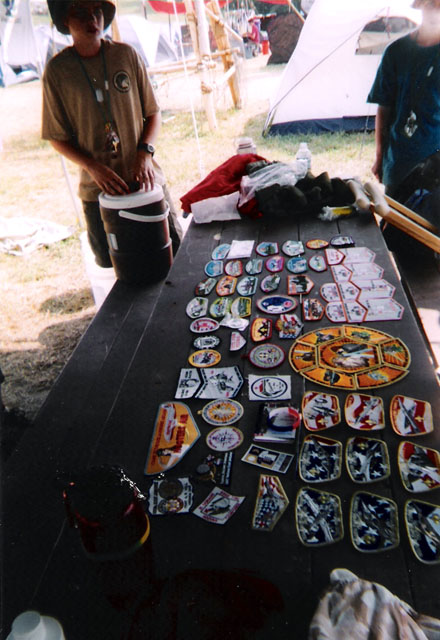
Uma coleção de distintivos expostos para troca

As trocas de material escoteiros, como distintivos, lenços, e outros itens sempre é marcante em todos os eventos escoteiros, onde colecionadores expõe seus itens disponíveis para troca em áreas de acampamento ou destinadas a este fim. Os distintivos de escoteiro são emblemas usados pelos membros do movimento escoteiro para representar atividades, habilidades, conquistas e progresso.